# Nombre decimal

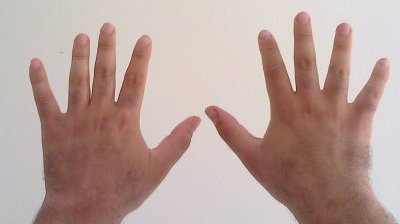
Deu dits en dues mans, el possible origen del comptatge decimal

Els nombres decimals o sistema decimal estan basats en els múltiples del nombre 10. Això implica que la xifra col·locada a l'esquerra d'una altra val deu vegades més la contigua a la dreta. La noció del nombre decimal no és gaire rellevant pel que fa a les matemàtiques, perquè és relativa a la manera d'escriure els nombres - aquí la base deu - i no és relativa als mateixos nombres. Haver escollit la base deu és una decisió arbitrària de la humanitat (degut, segurament, a la quantitat de dits de les dues mans), absent de significat matemàtic. Es tracta d'una extensió dels nombres no enters (les fraccions decimals) del sistema de numeració Hindú-Àrab. La forma de denotar els nombres en el sistema decimal sol rebre el nom de notació decimal.
Entre els nombres decimals, podem diferenciar els nombres racionals, que es poden expressar mitjançant una fracció de dos nombres enters, i els nombres irracionals, els quals no es podrien expressar amb una fracció de dos nombres enters. Dins del subgrup de racionals ens trobem els exactes i els periòdics (que poden ser purs i mixtes).
El sistema decimal està basat en la notació dels nombres en un sistema numeral en base deu, per la qual cosa s'usen uns símbols anomenats dígits: 0, 1, 2, 3, 4, 5, 6, 7, 8 i 9. Aquests dígits s'usen amb el separador decimal que indica el començament de la part fraccionària, i amb els signes + (positiu) o – (negatiu) per indicar el signe.
Els nombres decimals s'escriuen a la dreta del separador decimal i (si són racionals) poden ser expressats com a fraccions amb denominador 10 (deu) o els seus múltiples. Així tenim:
{\displaystyle 0,25=25/100}
{\displaystyle 0,245362=245362/1000000}
Hi ha procediments establerts per a trobar la fracció que genera un nombre decimal racional (fracció generatriu).

## Notació decimal
A la llengua catalana es fa servir la coma com a separador decimal.
{\displaystyle 3,141592\;}
Tanmateix, en les calculadores electròniques i en els ordinadors i per influència de la llengua anglesa, es fa servir també el punt (.) per separar la part entera de la decimal.
{\displaystyle 3.141592\;}
El Sistema Internacional d'Unitats (SI) i l'ISO en la seva norma 80000 admet actualment dos símbols: la coma i el punt. Tanmateix, la decisió de l'any 2003 de la Conferència General sobre Pesos i Mesures (CGPM) sobre el separador decimal recorda que hi ha altres normes internacionals que estableixen la coma com a únic signe en totes les llengües. Fins a l'any 2003, la Conferència General sobre Pesos i Mesures (CGPM) recomanava la coma, però aquell any va decidir admetre ambdós signes, tot i que recordava que hi ha normes internacionals que estableixen la coma com a únic signe en totes les llengües. Per altra part, la norma sobre escriptura de símbols, l'ISO 80000-1 Arxivat 2017-02-02 a Wayback Machine., de l'any 2009, també admet ambdós signes i cancel·la l'anterior recomanació de la coma de la norma ISO-31. En qualsevol cas, «El mateix separador decimal s'hauria de fer servir conseqüentment en tot el document» i «els nombres poden agrupar-se de tres en tres per facilitar la lectura; però no s'han de fer servir ni comes ni punts en els espais entre grups» .

### Fracció decimal
Una fracció decimal és una fracció amb denominador igual a una potència de 10.
És més habitual que les fraccions decimals s'expressin en notació decimal que en notació fraccionària descartant el denominador i inserint el separador decimal al numerador a la posició, comptant des de la dreta, de la corresponent potència de 10 del denominador, i emplenant l'espai, si s'escau, amb zeros. És a dir, les fraccions decimals 8/10, 1489/100, 24/100000 i 58900/10000 s'expressen en notació decimal com 0,8; 14,89; 0,00024 i 5,8900 respectivament. En la majoria de països europeus, s'utilitza una coma (,) com a separador decimal, mentre que als països anglosaxons i a alguns països asiàtics, s'utilitza un punt (.) o un punt volat (·).
La part entera d'un nombre decimal és la part situada a l'esquerra del separador decimal (vegeu també Truncament). La part situada a partir del separador decimal cap a la dreta és la part fraccionària. Quan un nombre decimal consta només d'una part fraccionària (matemàticament, una fracció pròpia), s'acostuma a col·locar a la seva notació un zero a l'esquerra del separador (al seu numeral). Això ajuda a la desambiguació entre un signe decimal i altres signes de puntuació, i especialment en el cas en què s'indiqui el signe negatiu, ajuda a visualitzar el signe del numeral com un tot.
No és necessari afegir zeros a la dreta de la part decimal, encara que en ciències, enginyeria i estadística es poden utilitzar per indicar una determinada precisió o per mostrar un cert nivell de confiança en la precisió del nombre. Per exemple, encara que 0,080 i 0,08 són numèricament iguals, en enginyeria 0,080 suggereix un mesurament amb un error d'un màxim d'una part entre 2.000 (±0,0005), mentre que 0,08 suggereix un mesurament amb un error d'un màxim d'una part entre 200 (vegeu Dígit significatiu).

## Característiques
Si a és un nombre racional, les propietats següents són equivalents i caracteritzen el fet que el nombre que tens és decimal:
- Existeix {\displaystyle m\in \mathbb {Z} } i {\displaystyle p\in \mathbb {N} } com per exemple: {\displaystyle a={\frac {m}{10^{p}}}}.
- La fracció irreductible té la forma {\displaystyle {\frac {b}{5^{m}\times 2^{p}}}} d'un enter relatiu de m i p són enters naturals.
- a té dues propietats decimals diferents

Exemples:
1/2, 1/4, 1/5, 1/8 i 1/10 són decimals, però no 1/3, 1/6, 1/7 ni 1/9.
Els nombres decimals es poden representar en rectes numèriques.
Les fraccions i les arrels quadrades, com també el nombre p, es poden expressar en forma decimal. Per escriure'ls i fer-hi càlculs, es pren una aproximació per arrodoniment, perquè no podem treballar amb infinites xifres decimals. Per exemple, podem prendre 3,1416 en comptes del nombre per fer els càlculs, o bé 3,1415927, que ens dona la calculadora, tot i que sabem que té infinites xifres decimals.

## L'arrel quadrada
L'existència dels nombres irracionals, és coneguda des de Pitàgores, no és tan intuïtiva com la dels nombres racionals, és fàcil d'entendre que si un nombre enter el dividim entre d'altres, el resultat és un nombre decimal, però que existeixin nombres decimals que no poden ser expressats com la relació entre dos nombres enters no sembla tan obvi, com per exemple l'arrel quadrada de dos.

## Tipus de nombres decimals
- Nombres decimals racionals: Si una quantitat es pot expressar com la fracció de dos enters és un nombre racional.
- Nombres decimals irracionals: Els nombres irracionals presenten una part decimal que no es pot repetir periòdicament, i no poden ser representats per una fracció entre dos nombres enters.
- Nombres decimals exactes: La seva part decimal està formada per una sèrie de dígits finita. Per tant, es poden escriure amb tots els dígits. Per obtenir la fracció equivalent és suficient amb indicar per numerador el nombre racional sense separador decimal, i per denominador l'un seguit de tants zeros com xifres té la part decimal, aquesta fracció es pot simplificar si és possible.
- Nombres decimals periòdics purs: La seva part decimal està formada per una sola sèrie de dígits que es repeteixen indefinidament com a bloc complet. És a dir, els mateixos nombres s'escriuen de manera cíclica un darrere l'altre. Per tant, es pot aprofitar aquesta característica per escriure només el primer bloc de nombres que es repeteix i posar-hi una barra horitzontal al damunt, que voldrà dir que aquell bloc es repeteix.
- Nombres decimals periòdics mixts: La seva part decimal està composta per dues sèries de dígits. La primera, que segueix la coma decimal, està formada per una sèrie arbitrària de dígits però finita. S'anomena anteperíode. La segona, que segueix a continuació, és una sèrie de dígits que es repeteixen de manera cíclica com en el cas dels decimals periòdics purs. Aquesta segona part s'anomena part periòdica.
- Nombres especials: La seva part decimal és infinita i no té una seqüència repetida. Tindríem d'exemple el nombre π (pi), o la solució de l'arrel quadrada de 2, que són nombres on no es pot tenir el nombre exacte del seu valor, i ens quedem amb l'aproximació que més ens convingui. Un nombre fàcilment definible com l'1,123456789101112131415... seria un altre exemple de decimal no racional, si bé les seves xifres tenen un ordre establert. 0,122333444455555... seria també un germà dels anteriors, i totes aquelles sèries lògiques que us podeu imaginar.

## Base -10
En el sistema negadecimal, és a dir amb base -10.
- Per exemple, escriviu -1. Ja que té -1 = -10 + 9 = 1(-10)+9 = (19) -10
- Exemple. 10 = (-1)(-10) = (9-10).(-10)= 9.(-10) + (-10)² = 1.(-10)² +9.(-10)+0(-10)0 = (190)-10[10]

Aquestes bases negatives, i en particular la decimal, ja van ser considerades per Vittorio Grünwald en una monografia publicada el 1885 al Giornale di matematiche, en la qual proporcionava els algorismes per sumar, restar, multiplicar, dividir i extraure arrels. Van ser estudiades amb més detall el 1957 per Z. Pawlak i A. Wakulicz. Després d'aplicar-se en alguns ordinadors polonesos de la época, no han tingut gaires més implementacions.

## Computació decimal

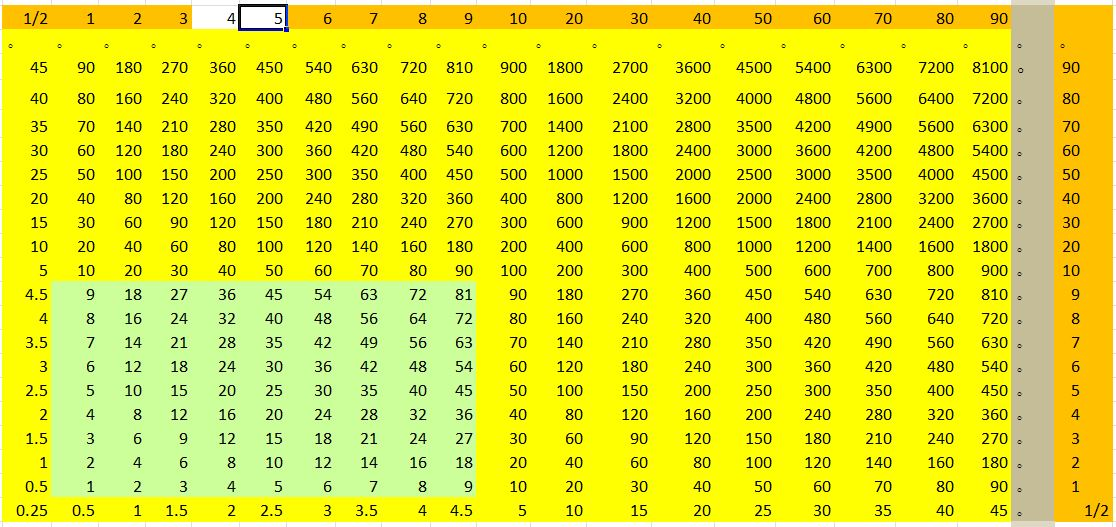
Diagrama de la primera taula de multiplicacions coneguda (circa 305 a.C.) del Període dels Regnes Combatents

La majoria dels sistemes de hardware i software en ordinadors moderns utilitzen habitualment una representació binària internament (tot i que molts dels primer ordinadors, com l'ENIAC o l'IBM 650, utilitzaven internament representació decimal).
Tant en el hardware com en el software dels ordinadors també s'utilitzen representacions internes que són en efecte decimals per guardar valors decimals i realitzar càlculs aritmètics. Sovint aquesta aritmètica es fa en dades que estan codificades utilitzant alguna variant de binary-coded decimal, especialment en implementacions en bases de dades, però s'utilitzen igualment representacions decimals (inclosos el decimal floating point com és el cas en revisión noves de l'IEEE 754 Standard for Floating-Point Arithmetic).
S'utilitza l'aritmètica decimal en els ordinars per tal que els resultats de sumar (o restar) valors fraccionals decimals amb un nombre de dígits decimals fixat sempre es calculin amb aquesta precisió. Això és especialment important per càlculs en finances. Això no és possible en el cas binari, perquè les potències negatives de {\displaystyle 10} no tenen representació fraccional binària finita; i generalment és impossible en la multiplicació (i divisió).